# ببر هانشین
 ببر هانشین (انگلیسی: Hanshin Tigers) یک باشگاه حرفه ای بیسبال در اوساکا است.این باشگاه پنج بار موفق به فتح لیگ شده است که آخرین بار مربوط به سال ۲۰۰۵ بوده است. با تشكر از سجاد دارستانى فراهانى